# Maríano Bucio
Pour les articles homonymes, voir Bucio.
Maríano Bucio Ramírez, né le 2 novembre 1942, est un cavalier mexicain.

## Carrière
Maríano Bucio obtient la médaille de bronze aux Jeux panaméricains de 1975 en concours complet par équipe avec David Bárcena et Manuel Mendívil.